# Iron Lung
Iron Lung est un jeu vidéo d'horreur à la première personne sorti en 2022 et développé par David Szymanski. On y joue un prisonnier anonyme qui explore une mer de sang sur la lune (AT-5) dans un sous-marin rouillé surnommé le Iron Lung (littéralement « poumon d'acier »). Ce jeu a été publié sur le support de Microsoft Windows via la plateforme Steam le 10 mars 2022.
Le portage sur Nintendo Switch est publié par téléchargement le 19 décembre 2022. Le jeu a reçu des critiques en majorité positives.

## Trame
Dans un futur où les humains colonisent l'espace, un événement connu sous le nom de The Quiet Rapture (« le rapt silencieux ») a provoqué la disparition inexplicable de toutes les planètes et étoiles habitables de l'univers. Désormais, il ne reste que les humains des stations spatiales ou des engins spatiaux comme les derniers vestiges de la vie connue. Pour assurer la survie de l'humanité, l'Iron Consolidation (IOC) lance une expédition vers AT-5, une lune désolée qui a récemment formé une vaste mer de sang et dont on pense qu'elle contient des ressources vitales dont l'humanité a désespérément besoin. Les criminels sont envoyés dans un petit sous-marin appelé le SM-13, ou Iron Lung, pour naviguer dans les eaux de la mer de sang afin de vérifier la présence de ressources. En raison de la pression et de la profondeur de l'océan, l'écoutille principale du sous-marin est soudée, la fenêtre avant fermée et les communications perdues peu de temps après l'immersion. Le condamné se voit promettre la liberté à son retour à la surface, mais une note laissée par un ancien occupant du sous-marin avertit celui-ci que son destin n'est pas le sien et qu'il n'est qu'un des pions dans un jeu de pouvoir et de contrôle beaucoup plus vaste.
Le condamné prend le contrôle de l'Iron Lung, un sous-marin petit mais robuste, alors qu'il navigue à l'aveugle à travers les grottes et les tranchées étroites. À l'aide de l'appareil photo du sous-marin, il capture des photographies granuleuses de points d'intérêt dispersés sur la carte. Cependant, les photographies révèlent des choses de plus en plus bizarres et troublantes telles que la croissance inhabituelle de plantes, des formations rocheuses qui défient toute explication, de grands squelettes non identifiés et des structures artificielles étranges ressemblant à des devantures de magasins. Le condamné doit également faire face à des défis imprévus tels que l'épuisement de l'approvisionnement en oxygène, des éclats de vapeur des tuyaux et même un incendie qui se déclare à l'arrière du sous-marin. Durant son expédition, le condamné peut trouver les restes d'un autre sous-marin nommé le SM-8 qui aurait été déchiqueté par quelque chose. Alors que l'Iron Lung se rapproche d'un point d'intérêt, une étrange orbe de lumière, le vaisseau commence à trembler violemment. Plus tard, le condamné capture l'œil d'une créature marine colossale et non identifiée, qui attaque ensuite le sous-marin, provoquant une fuite importante. Après avoir atteint le point final, alors que le condamné tente d'atteindre les commandes de la caméra, une monstrueuse créature marine fait irruption dans le sous-marin, renvoyant le jeu à l'écran titre.
Une entrée de texte révèle ensuite qu'il n'existe aucune méthode actuelle pour récupérer les restes ou les photographies du sous-marin détruit, rendant la mission et la mort du condamné vaines. Malgré cela, le texte reste optimiste, déclarant que l'humanité trouvera une solution quelque part dans l'univers.

## Système de jeu
Le joueur contrôle un protagoniste silencieux qui contrôle un petit sous-marin le Iron Lung. Le jeu se déroule entièrement à l'intérieur du sous-marin d'une pièce avec un minimum d'espace pour se déplacer, et n'ayant aucune fenêtre à l'avant, donc aucune vision claire de l'océan à l'extérieur de l'Iron Lung. Le sous-marin est contrôlé à l'aide d'un équipement de navigation, le cap et la vitesse d'avancement sont affichés dans une interface minimaliste. Le joueur doit utiliser une carte et la caméra du sous-marin pour naviguer dans le monde du jeu. Le but principal du jeu est de prendre des photos avec sa caméra sous-marine pour révéler des détails sur des points d'intérêt dont les coordonnées sont indiquées sur la carte. Certains événements peuvent également se produire, tels que des changements d'oxygène et de pression, ce qui peut affecter le jeu et augmenter la tension.
Le 19 juin 2022, Iron Lung a reçu une mise à jour qui a ajouté plus d'histoires, de réalisations, de nouvelles destinations de carte de jeu et d'articles de magasin de crédits Steam.

## Accueil
Iron Lung a reçu des critiques positives, avec des félicitations pour l'atmosphère oppressante et le paysage sonore du jeu,.

## Adaptation cinématographique
Une adaptation du jeu en film sera réalisé par le youtubeur Markiplier, annoncée le 21 avril 2023. Il avait précédemment joué à Iron Lung sur sa chaîne, a annoncé que le film serait autofinancé, jouerait lui-même aux côtés de la co-vedette Caroline Rose Kaplan et utiliserait son propre scénario. David Szymanski a également confirmé qu'il était impliqué dans le film depuis la pré-production, notant qu'il avait aidé au scénario tout en étant également sur le plateau pendant le tournage du film, qui aura également une petite apparition de lui. Le film Iron Lung devrait être le premier film théâtral réalisé et produit par Markiplier, qui le coproduira aux côtés de Will Hyde et Jeff Guerrero. Aucun détail de l'intrigue ou date de sortie n'a été révélé. Une bande-annonce a été publiée parallèlement à l'annonce.